# Астафьев, Пётр Евгеньевич
Пётр Евге́ньевич Аста́фьев (1846—1893) — русский философ, психолог и публицист.

## Биография
Родился 7 (19) декабря 1846 года в деревне Евгеньевка Острогожского уезда Воронежской губернии в дворянской семье Астафьевых — сын богатого помещика, отставного прапорщика. Образование получал в Воронежской гимназии (1863—1864) и на юридическом факультете Московского университета (1864—1868). В 1870 году стал стипендиатом для подготовки к профессорскому званию при Демидовском юридическом лицее, преподавал там в 1872—1875 годах историю философии права, в это время опубликовал свою первую книгу, основанную на вступительной лекции по философии права «Монизм или дуализм?» (Понятие и жизнь).
В 1876—1878 годах печатался в «Русской газете». Затем уехал в Подольскую губернию, где в течение трёх лет служил мировым посредником.
Публиковавшиеся в газете «Киевлянин» «Очерки экономической жизни Подольской губернии», написанные П. Е. Астафьевым в этот период, были замечены М. Н. Катковым, который в 1881 году пригласил Астафьева занять место заведующего университетским отделением Лицея в память Цесаревича Николая. Заняв в лицее кафедру философии, он читал лекции по гносеологии, истории философии, логике, психологии и этике. Преподавание в лицее совмещал с работой в Московском цензурном комитете, членом которого состоял с 1885 по 1890 годы.
В 1890 году Астафьев прекратил работу в лицее и в цензурном комитете, и стал приват-доцентом философии Московского университета. К этому времени относится издание многих его произведений, начиная с книги «Психологический мир женщины, его особенности, превосходство и недостатки». Темой женской психологии Астафьев занимался на протяжении всей жизни. В 1890 году он вступил в полемику по национальному вопросу, основными участниками которой являлись В. С. Соловьёв и Н. Я. Данилевский. Вскоре вышла книга Астафьева «Национальность и общечеловеческие задачи», в которой он отстаивал идеи народности. В работах Астафьева повсеместно проявлялся искренний патриотизм и любовь к русскому народу. Он считал, что «русский народ всего лучше послужит общечеловеческим задачам, оставаясь верен своему духу и характеру». Критикуя космополитические идеи Соловьёва и его единомышленников, Астафьев стремился фундаментально обосновать уваровскую формулу «Православие, самодержавие, народность».
К концу жизни Астафьев добился разрешения на издание своего журнала «Итоги», но не успел начать его выпуск: скончался 7 (19) апреля 1893 года в Санкт-Петербурге от кровоизлияния в мозг.

## Труды
- От Острогожска до Ивановки // Воронежские губернские ведомости. — 27 июня 1864.
- Монизм или дуализм? Понятие и жизнь. — Ярославль, 1873.
- Последнее десятилетие экономической жизни Подольской губернии // Сборник Подольского статистического комитета за 1880 год. — Киев, 1880. — Вып. 1.
- Очерки экономической жизни Подольской губернии // Киевлянин. — 1880. — № 184, 185, 190, 191, 205, 211.
- Психический мир женщины, его особенности, превосходства и недостатки. — М., 1881.
- Понятие психического ритма, как научное основание психологии полов. — М., 1882. (см. также: Русский вестник. — 1881. — № 12 и 1882. — № 7 и 10; М.: 2-е изд., 1899).
- Симптомы и причины современного настроения. — М., 1885.
- Смысл истории и идеалы прогресса // Чтения Общества любителей духовного просвещения. — 1885. — № 7-8.
- Смысл истории и идеалы прогресса. — М., 1885. (М.: 2-е изд., 1886).
- Страдание и наслаждение жизни. Вып. 1 (Вопрос пессимизма и оптимизма). — СПб., 1885.
- Чувство, как нравственное начало. — М., 1886.
- Евгений Петрович Астафьев (+1872 г.) // Медицинская беседа. — Воронеж, 1887. Т. 1. № 14. 25 октября. — С. 354—358.
- По поводу юбилея Аполлона Майкова // Московские ведомости. — 1888. 30 апреля.
- Старое недоразумение // Русское дело. — 1888. — № 43.
- Старое недоразумение. — М., 1888.
- Новый труд профессора Козлова // Московские ведомости. — 1888. — № 278.
- Состязание слов с понятиями. — М., 1889.
- К вопросу о свободе воли // О свободе воли. Опыты постановки и решения вопроса. Рефераты и статьи членов Психологического общества. Труды Московского Психологического общества. — М., 1889. Вып. III (см. также отдельное изд. — М., 1889)
- Предисловие и примечания // Рише Ш. Опыт общей психологии. — М., 1889.
- Итог новой психологии (рец.: М. Остроумов. О физиологическом методе в психологии. Харьков, 1888) // Московские ведомости. — 1889. — № 204.
- «Своё Слово», журнал проф. А. А. Козлова // Русское обозрение. — 1890. — № 1.
- Национальное самосознание и общечеловеческие задачи // Русское обозрение. — 1890. — № 3.
- Национальность и общечеловеческие задачи. — М., 1890.
- Гипнотизм как психологическая задача // Русское обозрение. — 1890. — № 9.
- Нравственное учение гр. Л. Н. Толстого и его новейшие критики // Вопросы философии и психологии. — 1890. — Кн. 4.
- «Своё Слово» (философско-литературный сборник) проф. А. А. Козлова. Киев, 1890 г., № 3 // Вопросы философии и психологии. — 1890. — Кн. 5.
- Объяснение с К. Н. Леонтьевым // Московские ведомости. — 1890. 29 июня.
- Вероучение или рационализм в учении гр. Л. Н. Толстого // Московские ведомости. — 1890. 18 октября.
- Религиозное «обновление» наших дней. — М., 1891.
- Из итогов века. — М., 1891.
- Родовой грех философии // Русское обозрение. — 1892. — № 11.
- Наше знание о себе // Русское обозрение. — 1892. — № 12.
- Перерождение слова // Русские ведомости. — 1892. — № 11—12.
- Общественное благо в роли верховного начала нравственной жизни. — М., 1892.
- Воля в знании и воля в вере. Часть I // Вопросы философии и психологии. — 1892. — Кн. 13.
- Воля в знании и воля в вере. Часть II // Вопросы философии и психологии. — 1892. — Кн. 14.
- Генезис нравственного идеала декадента // Вопросы философии и психологии. — 1893. — Кн. 16.
- Последние тени прошлого // Вопросы философии и психологии. — 1893. — Кн. 19.
- Вера и знание в единстве мировоззрения. («Опыт начал критической монадологии»). — М., 1893.
- Урок эстетики: памяти А. А. Фета. — М., 1893.
- Опыт о свободе воли: Из посмертных рукописей. — М., 1897.
- Еврейство и Россия (письма).

## Рекомендуемая литература
- Введенский А. А. Пётр Евгеньевич Астафьев. Характеристика его философских и публицистических взглядов // Богословский вестник. — 1893. — № 6.
- Козлов А. А. П. Е. Астафьев как философ // Вопросы философии и психологии. — Кн. 18. — 1893.
- Розанов С. Религиозно-философские принципы Астафьева // Вера и разум. — 1894. — № 1, 2.
- Матвеев С. Философия усилия личности. Учение П. Е. Астафьева // Светоч и дневник писателя. — 1913. — № 5—10.
- Ильин Н. П. «Душа всего дороже…» О жизни и творчестве П. Е. Астафьева // Русское самосознание. — 1994. — № 1.
- Гаврюшин Н. К. Забытый русский мыслитель. К 150-летию со дня рождения П. Е. Астафьева // Вопросы философии. — 1996. — № 12.
- В. Ф. Пустарнаков. Астафьев // Новая философская энциклопедия : в 4 т. / пред. науч.-ред. совета В. С. Стёпин. — 2-е изд., испр. и доп. — М. : Мысль, 2010. — 2816 с.
- Ильин Н. П. Истина и душа. Философско-психологическое учение П. Е. Астафьева в связи с его национально-государственными воззрениями. — СПб.: «Алетейя», 2019. — 458 с.

- Прасолов М. А. Субъект и сущее в русском метафизическом персонализме. — СПб.: Астерион, 2007. — 354 с.
- Прасолов М. А. Странная жизнь философа Астафьева // Коммуна. — Воронеж, 1992. 4 апреля.
- Прасолов М. А. Забытый философ // Русская провинция. — Воронеж, 1995. — Вып. 5. — С. 402—418, 452—453.
- Прасолов М. А. Пётр Евгеньевич Астафьев: «росток русско-православной культуры» // Воронежская беседа. — Воронеж, 1995. — Вып. 1.
- Прасолов М. А. Провинциальный философ П. Е. Астафьев // Философия и русская провинция: Тезисы докладов и выступлений Шестого Российского импозиума историков русской философии (3-5 апреля 2000 г.). — Воронеж, 2000. — С. 139—141.
- Прасолов М. А. Социально-философские и антропологические воззрения П. Е. Астафьева (1846—1893 гг.): Дис. … канд. философ. наук. — СПб., 2001.
- Прасолов М. А. Женственность в философии П. Е. Астафьева: историко-философская параллель к софиологии // Русская философия. Концепции. Персоналии. Методика преподавания. Материалы VII Санкт-Петербургского симпозиума историков русской философии. — СПб., 2001. — С. 97—99.
- Прасолов М. А. Два консерватизма: П. Е. Астафьев и К. Н. Леонтьев // Консерватизм в России и мире. В 3-х ч. — Воронеж, 2004. — Ч. 2. — С. 29—67.
- Прасолов М. А. К последней достоверности: В. С. Соловьёв и П. Е. Астафьев о субъекте как метафизическом принципе // Credo new. Теоретический журнал. — СПб., 2004. — № 3. — С. 49—59.
- Прасолов М. А. Субстанция или акт? Полемика П. Е. Астафьева и А. А. Козлова о первоначале метафизики (1888—1890 гг.) // Credo new. Теоретический журнал. — СПб., 2006. — С. 53—65.
- Прасолов М. А. «Новое варварство»: критика «современной» цивилизации и культуры в философии П. Е. Астафьева // Философия человека и процессы глобализации. — СПб., 2006. — С. 448—454.
- Прасолов М. А. «Внутренний опыт — это я сам»: проблема внутреннего опыта в философии П. Е. Астафьева // Вестник Тамбовского гос. ун-та. Сер. Гуманитарные науки. — Тамбов, 2007. — Вып. 50. — С. 100—105.
- Прасолов М. А. «Сократические сообщества» в философском образовании (опыт русского «неолейбницианства» // Диалог поколений и культур в контексте глобализации: Матер. междунар. конф. «Конфликт поколений в контексте информационной глобализации» (апрель 2007 г.). — СПб., 2007. — С. 285—288.
- Прасолов М. А. Проблема свободы воли в философии П. Е. Астафьева // Духовное возрождение: сборник научных и творческих работ. — Белгород, 2007. — Вып. XXVI. — С. 196—205.
- Прасолов М. А. Присутствие очевидности (проблематика очевидности в русском метафизическом персонализме) // Известия Российского гос. пед. ун-та им. А. И. Герцена. Сер.: Общественные и гуманитарные науки. — СПб., 2007. — № 8(34). — С. 21—31.
- Прасолов М. А. П. Е. Астафьев — философский критик и цензор Л. Н. Толстого // Вестник Воронежского гос. ун-та. Сер.: Филология и журналистика. — 2008. — Вып. 1. — С. 107—117.